# Bayem (Kutoarjo)
Bayem is een bestuurslaag in het regentschap Purworejo van de provincie Midden-Java, Indonesië. Bayem telt 2239 inwoners (volkstelling 2010).